# دانيال مور (مغن مؤلف)
دانيال مور (بالإنجليزية: Daniel Moore)‏ هو مغن مؤلف أمريكي، ولد في 6 يناير 1941 في والا والا في الولايات المتحدة.

## وصلات خارجية
- الموقع الرسمي